# Jeong Mong-ju

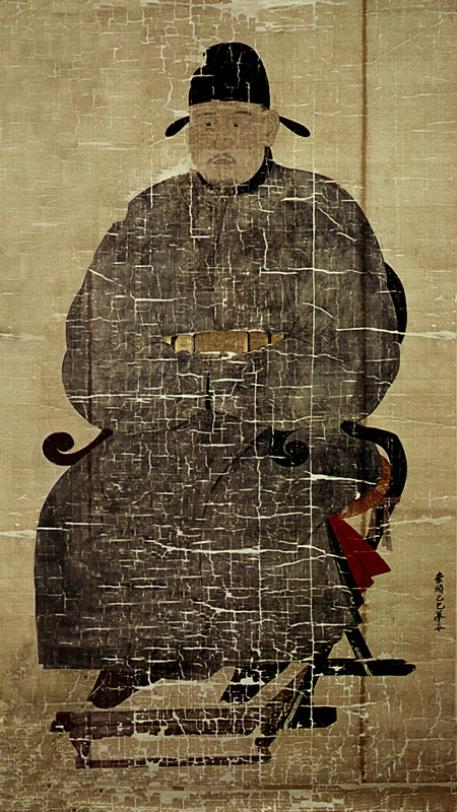
Chŏng Mong-ju

Jeong Mong-ju (hangul: 정몽주, hancha: 鄭夢周, MCR: Chŏng Mongju poprawiona: Jeong Mong-ju); pseudonim literacki: Po-eun (1337-1392) - urodzony za czasów panowania dynastii Goryeo (Koryŏ) na półwyspie koreańskim. W wieku 23 lat zdał na najwyższą możliwą ocenę trzy różne pisemne egzaminy służb obywatelskich, w 1367 roku został wykładowcą neokonfucjanizmu na uniwersytecie Seonggyunkwan jednocześnie zajmując stanowisko rządowe i będąc wiernym poddanym króla U. Król polegał na jego obszernej wiedzy i mądrych osądach, dlatego też Jeong Mong-ju brał udział w wielu projektach narodowych, a przez swoją pracę zyskał wielki szacunek na dworze Goryeo. Bardzo dobrze znał się na ludzkim zachowaniu i jako królewski wysłannik odwiedził Chiny i Japonię - udało mu się zachować pokój z chińską dynastią Ming oraz otrzymać pomoc Japonii w walce z piratami. Założył także instytut poświęcony konfucjanizmowi.
Jeong został zamordowany w 1392 roku przez pięciu mężczyzn na moście Sonjukkyo w Kaesŏng (wówczas Gaegyeong), wracając z przyjęcia wydanego na jego cześć przez jego politycznego rywala Yi Seong-gye (który został później Królem Taejo z Joseon. Most ten stał się narodowym zabytkiem, a według legendy brązowa plama na jednym z kamieni jest plamą jego krwi, która robi się czerwona, gdy pada deszcz.
474-letnia dynastia Goryeo upadła wraz ze śmiercią Jeong Mong-ju, po niej nastąpiła dynastia Joseon. Jego szlachetna śmierć jest symbolem jego wiernego poddania królowi. Został uczczony w 1517 roku, 125 lat po śmierci, gdy został na stałe zapisany w narodowej akademii obok takich mędrców jak Yi I (Yulgok) czy Yi Hwang (Toegye).